# Holotrichapion (Apiops)
Holotrichapion (Apiops) – podrodzaj chrząszczy z rodziny pędrusiowatych i podrodziny Apioninae. Obejmuje trzy opisane gatunki.

## Morfologia
Chrząszcze o zupełnie pozbawionym owłosienia ciele.
Głowę cechują: okrągłe oczy, bardzo słabo zaznaczone i nie wykraczające poza przednią krawędź oczu kile podoczne, bezładnie urzeźbione płytkimi punktami i drobnymi, płytkimi, słabo zaznaczonymi rowkami czoło, niewykraczające poza połowę oczu punktowanie na ciemieniu oraz wykształcony, zwykle silny kil poprzeczny na guli. Przednia część ryjka samca ma boki prosto ku szczytowi zwężone.
Mała, trójkątna tarczka ma pozbawioną punktów powierzchnię. Pokrywy są prawie półkuliste, najszersze za środkiem, o dobrze zaznaczonych barkach. U szczytu pokryw rządek trzeci łączy się z czwartym, piąty z szóstym, a siódmy z ósmym. Każda pokrywa ma jedną szczecinkę wyspecjalizowaną, umieszczoną w tylnej ⅓ międzyrzędu siódmego.
Genitalia samca mają tegmen o płatach parameroidalnych rozdzielonych pośrodkowym wcięciem nieosiągającym poziomu wierzchołkowych krawędzi poprzecznych okienek. Na zesklerotyzowanej części nasadowej płata parameroidalnego leżą tylko dwie szczecinki makroskopowe i dwa wewnętrzne kile podłużne. Prostegium jest niewystające, o lekko dwufalistej krawędzi wierzchołkowej. Płat środkowy edeagusa (prącie) ma boki w widoku grzbietowym przeciętnie równoległe do wysokości ostium, wierzchołek w tymże widoku zaokrąglony lub trapezowaty, a widoku bocznym odgięty. Endofallus odznacza się obecnością dwóch grupek gęsto upakowanych ząbków w części nasadowej.

## Ekologia i występowanie
Zarówno larwy, jak i postacie dorosłe są fitofagami bobowatych z rodzaju lucerna. Larwy są endofagiczne. Zimują i przepoczwarczają się wewnątrz pąków liściowych.
Podrodzaj głównie palearktyczny, ale jeden z gatunków zawleczono do krainy australijskiej. H. (A.) kamdeschense znany jest tylko z Afganistanu, natomiast pozostałe gatunki występują w Azji i Europie, w tym w Polsce, a gatunek typowy także w Afryce Północnej.

## Taksonomia
Takson ten wprowadzony został w 1990 roku przez Miguela Á. Alonsa-Zarazagę na łamach czasopisma „Graellsia” jako jeden z czterech podrodzajów w obrębie rodzaju Holotrichapion. Nazwę rodzajową utworzono dodając do nazwy Apion grecki sufiks ὄψ (óps). Gatunkiem typowym wyznaczono Attelabus pisi.
Do podrodzaju zalicza się trzy opisane gatunki:
- Holotrichapion kamdeschense (Voss, 1959)
- Holotrichapion pisi (Fabricius, 1801) – pędruś lucernowiec
- Holotrichapion pullum (Gyllenhal, 1833)